# Тюбу
Тю́бу (яп. 中部地方 Тю:бу тихо:, «центральный регион») — регион центральной Японии на острове Хонсю. Население — 21 715 822 человека (2010 год).

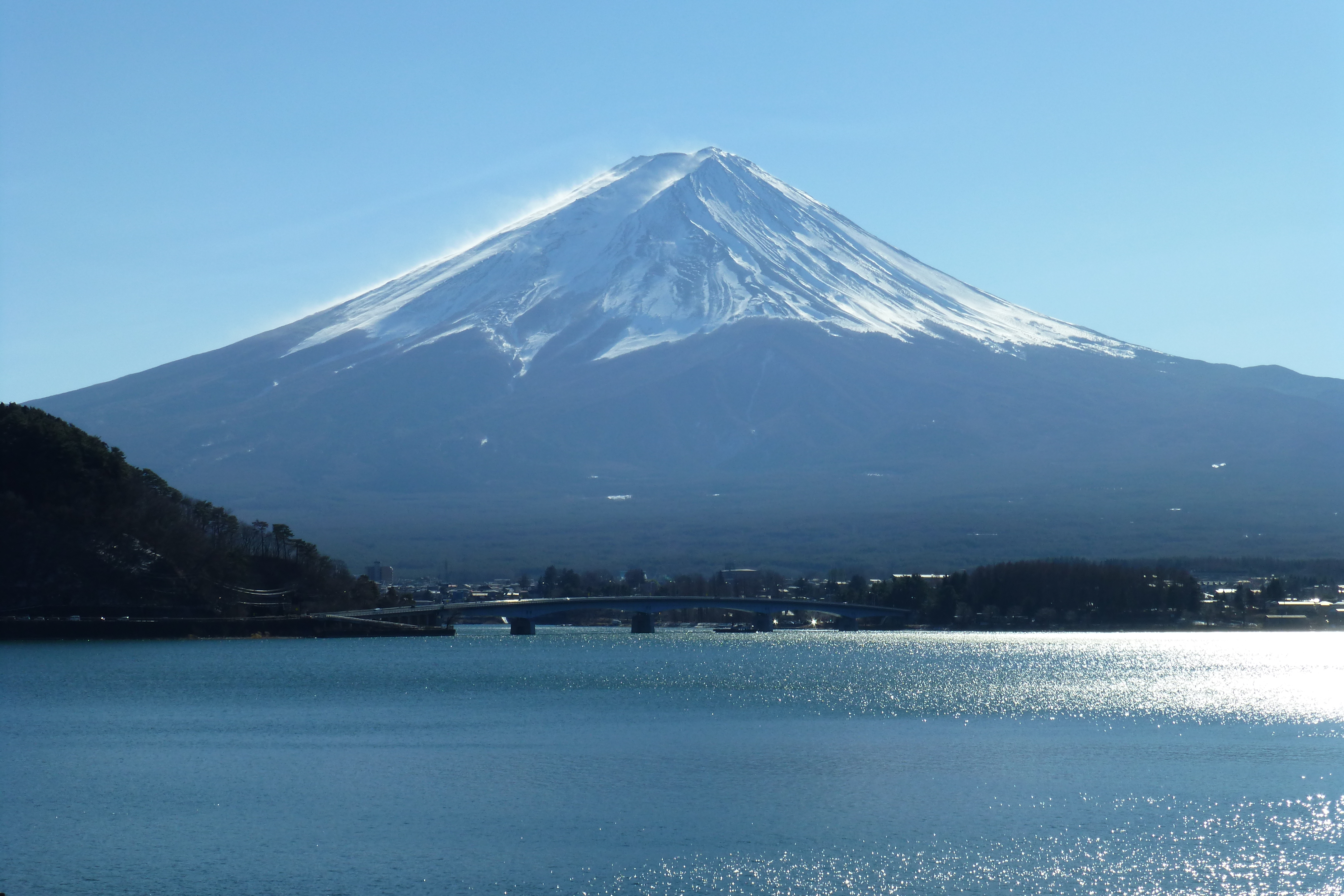
Гора Фудзи — главная достопримечательность региона

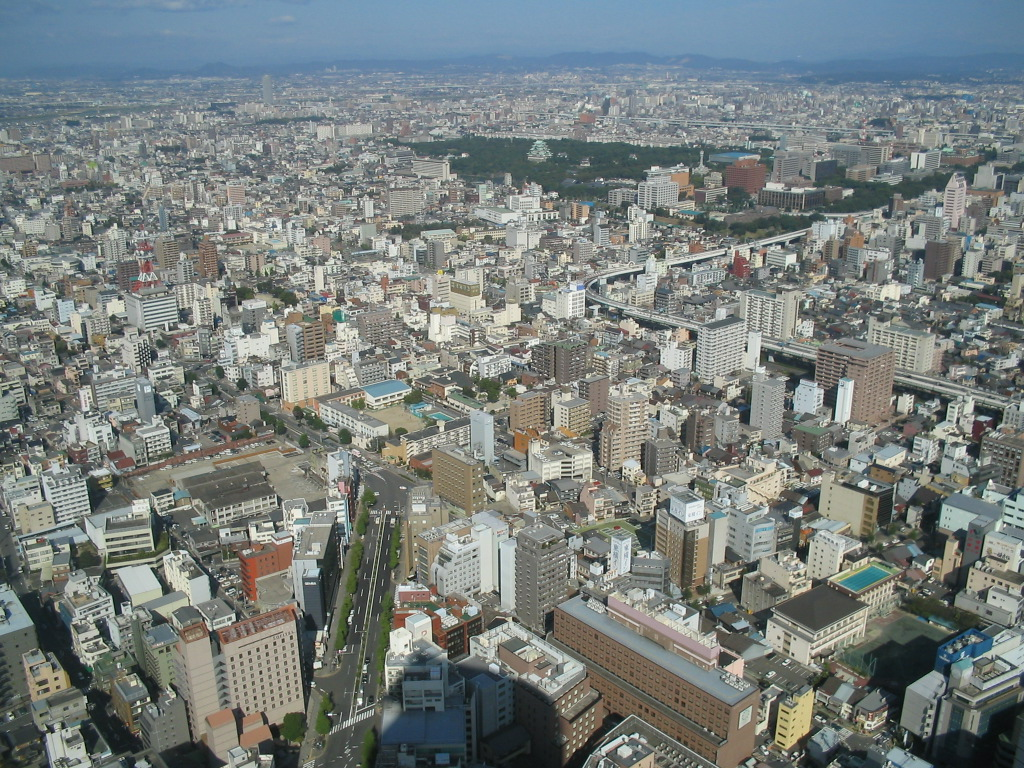
Центр Нагои

Регион Тюбу включает 9 префектур: Айти, Фукуи, Гифу, Исикава, Нагано, Ниигата, Сидзуока, Тояма и Яманаси, также в состав региона иногда включают префектуру Миэ.
Регион Тюбу граничит с регионами Канто, Кансай и Тохоку. Крупнейшим городом региона является Нагоя. В регионе Тюбу расположена гора Фудзияма.
Регион Тюбу расположен в самой широкой части острова Хонсю, для которой характерны высокие, скалистые горы. Японские Альпы разделяют регион на две части — обращённую к Тихому океану, с ясными зимами, и обращённую к Японскому морю, со снежными зимами.

## Субрегионы
Регион Тюбу охватывает значительную территорию, отличающуюся значительным разнообразием ландшафтов, в этой связи в составе региона выделяют три выраженных субрегиона Хокурику (яп. 北陸地方), Косинэцу (яп. 甲信越) и Токай (яп. 東海). Также иногда отдельно выделяют субрегион Тюкё (яп. 中京地方).
Субрегион Токай, вытянутый вдоль тихоокеанского побережья Тюбу, начиная с периода Токугава (1600—1867), является главным транспортным коридором, связывающим Токио, Киото и Осаку. Субрегион Токай объединяет префектуры Айти, Гифу, Сидзуока и Миэ. Три префектуры субрегиона Токай (Миэ, Айти, Гифу), расположенные вокруг Нагои, для которых характерны особо тесные экономические связи, иногда объединяют в субрегион Тюкё.
Субрегион Косинъэцу называют «крышей Японии»: он охватывает центральную часть региона Тюбу — с наиболее высокими и скалистыми горами. Косинэцу включает префектуры Нагано и Яманаси. Также иногда в состав субрегиона включают префектуру Ниигата.
Субрегион Хокурику вытянут вдоль побережья Японского моря. Хокурику включает 4 префектуры: Исикава, Фукуи, Ниигата и Тояма.